# DSB '87 - en årsberetning i levende billeder
DSB '87 - en årsberetning i levende billeder er en dansk virksomhedsfilm om DSB fra 1988 instrueret af Per Eilstrup efter eget manuskript.